# 山口地域
山口地域（やまぐちちいき）は、兵庫県西宮市の北西部にある地域。1951年（昭和26年）に西宮市に編入された有馬郡山口村の地域に当たる。閑静な住宅街が多くある。

## 概要
面積は西宮市全体のほぼ4分の1だが、人口は他地域より少ない。人口は山口町上山口などは増加傾向にあるが、北六甲台二・三・五丁目などは減少傾向にある。編入合併後、徐々に開発されていき、1978年に北六甲台の宅地造成が始まった。その後、北部と南部を結ぶ西宮北道路（盤滝トンネル）が開通し、また新たに宅地造成が始まった（上山口丸山ニュータウン、すみれ台など）。西宮市の高級住宅街としては西宮七園が有名だが、北六甲台やすみれ台、山口町上山口三・四丁目の一部には富裕層が一定数住んでいる。北六甲台・すみれ台は分譲当時、億を超える物件があった。
山口地域は、国道176号沿い・丸山線沿いにスーパーマーケットやショッピングセンター、ドラッグストア、衣料品店、100円ショップ、ファーストフード店やファミリーレストランなどが充実している。鉄道が存在しない代わりにバス路線が多数存在し、岡場駅・西宮名塩駅・宝塚駅方面へ行くバスがある。さらに2009年にさくらやまなみバスの運行が開始され、西宮市南部（西宮北口・阪急夙川・阪神西宮・JR西宮など）へ乗り継ぎなしで行けるようになった。
現在の人口は約1万6500人で、2013年（平成25年）から人口減少に転じた。過去最高の人口は1万8137人である。一時期は大幅に人口が減少していたが、近年では自然減・社会減から自然減・社会増に転じており、人口減少は落ち着いている。2023年（令和5年）には、西宮市内の人口減少地域の中で最も少ない減少となった。
西宮市の都市計画マスタープランでは、1985年（昭和60年）に北部全体で人口7万2000人を想定していた。

## 特徴
西宮市南部と北部にある山口地域は六甲山地に完全にさえぎられており、飛地ではないものの、西宮北道路・兵庫県道82号大沢西宮線を介して西宮市南部とつながっているに過ぎない。そのため、西宮市南部との生活的・経済的な交流はあまりなく、同じく有馬郡であった三田市・神戸市北区との交流が盛んである。山口地域には鉄道駅が存在せず、最寄駅は神戸電鉄岡場駅・田尾寺駅・西宮名塩駅である。
市外局番は078、郵便番号は651-14xx（有野）であり、神戸市と同じである。

## 行政

### 役所
- 西宮市役所 山口支所

### 警察・消防
- 西宮警察署 山口交番
- 西宮市消防局北消防署 山口分署

### 公共施設
- 西宮市山口センター
- 西宮市立図書館 山口分室
- 山口ホール
- 流通東体育館

## 産業・経済

### 農業
- 多品目少量栽培
- 水稲栽培

### 工業
阪神流通センターが形成されている。近接する約30万m2の土地にCPD西宮北が2025年春に竣工予定。

### 名産品
- 竹細工（兵庫県伝統的工芸品）
- 有馬籠

### 企業
- 株式会社トマトアンドアソシエイツ（本社）
- 株式会社三田屋（廣岡揮八郎の三田屋・本社事務所）
- 株式会社ジブ（本社）
- 株式会社ツーエイト（本社）
- 株式会社エイワ（本社）
- 株式会社トーホー（本社）
- 株式会社アンドウ（本社）

## 地域

### 商業
- ハローズ西宮山口モール（地域最大の商業施設）
  - ハローズ 西宮山口店
  - しまむら 西宮山口店
  - Seria ハローズ西宮山口モール店
- 万代 西宮山口店
- ライフォート 西宮山口店
- ジャパン 三田店（住所は西宮市）
- コーナンPRO 西宮北インター店
- ワークマンプラス 西宮山口店
- モスバーガー 西宮北インター店
- 餃子の王将 西宮北インター店
- ジョイフル 西宮山口店

### 主な病院
- 高田上谷病院

### 教育

#### 学校
- 西宮市立山口小学校
- 西宮市立北六甲台小学校
- 西宮市立山口中学校

#### 博物館・美術館など
- 山口町郷土資料館

### 郵便局
- 山口郵便局（担当有野）

### 新興住宅地（ニュータウン）
兵庫県の大規模ニュータウン開発概要では、北六甲台ニュータウンと上山口丸山ニュータウンが記載されている。
- 北六甲台ニュータウン
- 上山口丸山ニュータウン（山口町上山口二・三・四丁目、同町下山口五丁目、同町金仙寺一丁目の一部、三丁目）
- すみれ台ニュータウン

## 交通

### 鉄道
なし

### 道路

#### 高速道路
- E2A 中国自動車道
- 阪神高速7号北神戸線

#### 国道
- 国道176号

#### 県道
- 兵庫県道51号宝塚唐櫃線
- 兵庫県道82号大沢西宮線
- 兵庫県道98号有馬山口線

### バス路線

#### 高速バス
全て西宮北インターチェンジを経由する。
- 大阪 - 新見・三次線
- オレンジライナーえひめ号
- よさこい号
- 大阪 - 天橋立・宮津線
- 大阪 - 舞鶴線
- くにびき号
- 山陰特急バス（新大阪駅 - 倉吉）
- 山陰特急バス（なんば - 鳥取・倉吉・米子）
- 特急バス（阪急梅田 - 城崎温泉）
- 特急バス（阪急梅田 - 湯村温泉・浜坂）
- 中国ハイウェイバス社線
- 中国ハイウェイバス西脇線
- 中国ハイウェイバス津山線
- 中国ハイウェイバス北条線

#### 路線バス
- 阪急バス（山口営業所）
- さくらやまなみバス - 山口町（北部）と阪急西宮北口・JR西宮方面（南部）を結ぶバス。

##### 廃止
- 神姫バス - 三田駅 - 神戸駅の路線があったが、西宮北インターチェンジへの乗り入れは廃止された。

## 周辺の観光地

### 名所
- 有馬川（桜や蛍）
- 有馬温泉

### 旧跡・宗教施設
- 公智神社（式内社）
- 六甲山神社

### 祭事・催事
- 西宮山口アルキナーレ
- 西宮山口フォトコンテスト
- 有馬川さくらまつり
- 公智神社 秋祭

## 出身有名人
- 伊藤将大（元サッカー選手）
- 大西流星（なにわ男子）
- 藤原紀香（女優）
- 矢吹世奈（元宝塚歌劇団・花組） - 宝塚歌劇団97期生
- BUCCI（元ET-KINGメンバー）
- 笑福亭べ瓶（落語家）
- 猶井悠樹（音楽家、ヴァイオリニスト）
- 今井彩香（音楽家、ピアニスト）
- 井巻久一（元マツダ代表取締役社長・会長）

## 過去に存在した店舗・計画

### 店舗
- コープ西宮北（2023年2月16日閉店）
- パナ西友 北六甲台店（1998年2月期閉店）
- パントリー北六甲台店（2010年6月15日閉店）
- マクドナルド 西宮北インター店（2023年10月31日閉店）
- ガスト 西宮北インター店
- バーミヤン 西宮山口店
- サイゼリヤ 西宮山口店（2006年閉店）
- サガミ 西宮北店
- 天下一品 西宮北インター店
- ガリバー 西宮北インター店
- a bientot 山口町店（2024年5月31日閉店）

### 計画
- 県立高校の設置計画
- 市立総合病院の設置計画
- 福知山線複線電化移設計画（国道176号沿い）
- 箕面有馬電気軌道（現・阪急電鉄）延伸計画
- 阪急電鉄延伸計画
- 新交通システム、その他代替交通の整備計画